# نقد اجتماعی

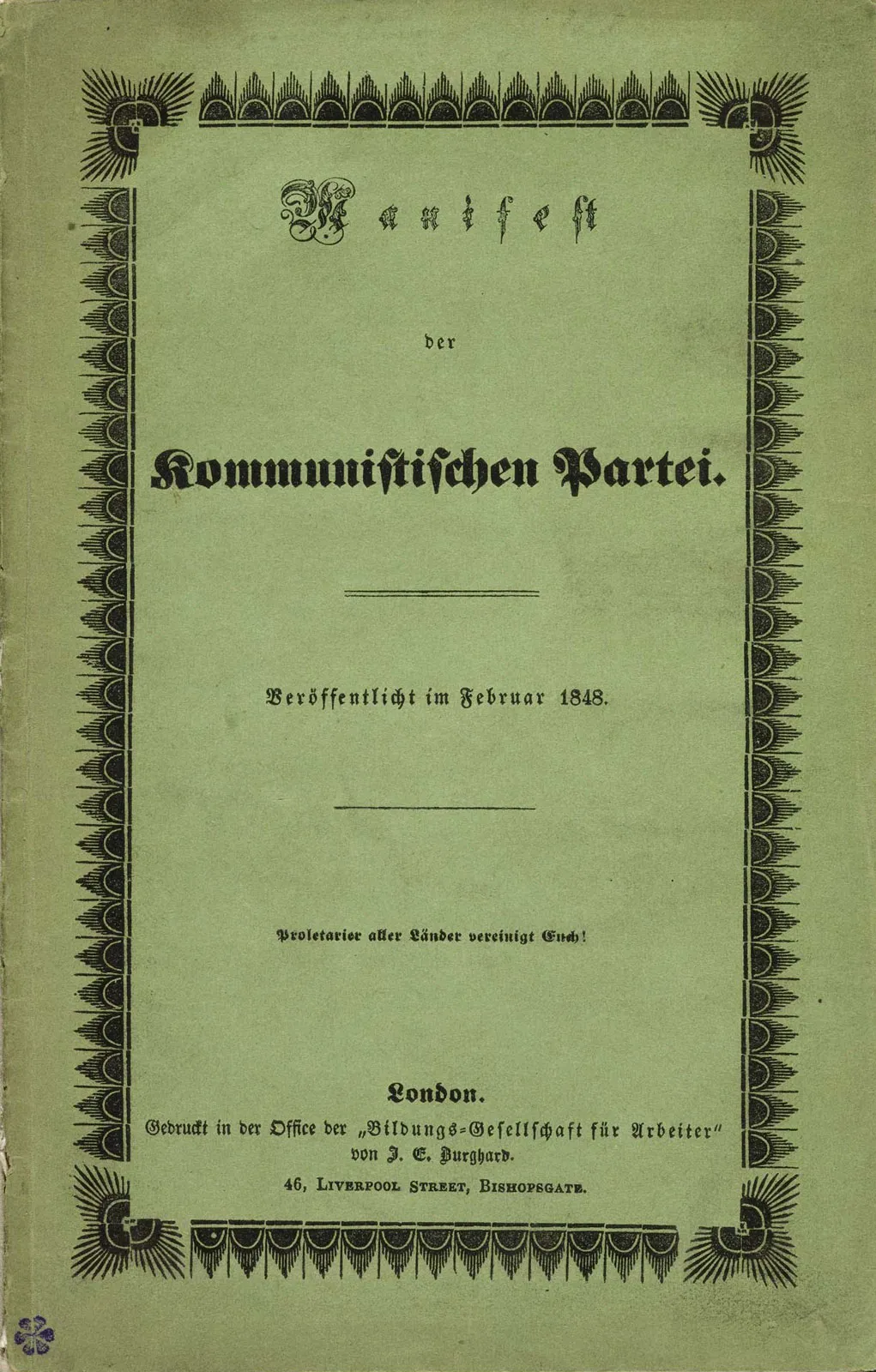
کتاب مانیفست کمونیست (Communist manifesto)، اثری نوشته ی کارل مارکس و فردریش انگلس است که نخستین بار در سال 1848 در لندن به چاپ رسید.

نقد اجتماعی (به انگلیسی: Social Criticism) نوعی انتقاد آکادمیک یا روزنامه‌نگاری است که با تمرکز بر موضوعات جامعه شناختی در جامعه معاصر به ویژه با توجه به بی‌عدالتی های درک شده و روابط قدرت به طور کلی این اغلب به نوعی نقد اشاره دارد که دلایل چنین شرایطی را در جامعه‌ای که دارای ساختار ناقص اجتماعی در راه حل‌های عملی از طریق اقدامات خاص یا برای اصلاح توافق یا یک انقلاب قدرتمند پایبند هستند اشاره دارد. 